# Georg Kleinfeller
Georg Kleinfeller (* 25. Dezember 1857 in Augsburg; † 8. August 1932 in Kiel) war ein deutscher Rechtswissenschaftler. Er widmete sich dem Strafrecht (Deutschland), dem Prozessrecht und dem Römischen Recht.

## Leben
Nach dem Abitur am Wilhelmsgymnasium München studierte Georg Kleinfeller ab 1876 Rechtswissenschaft an der Ludwig-Maximilians-Universität München.  Nach dem ersten juristischen Examen arbeitete er von 1880 bis 1883 als Rechtspraktikant in München und arbeitete an seiner Doktorarbeit, mit der er 1882 zum Dr. iur. promoviert wurde. Am 24. März 1885 habilitierte er sich in  München. Am 8. März 1894 wurde er zum außerordentlichen Professor ernannt.
In gleicher Stellung wechselte er zum Sommersemester 1895 an die Christian-Albrechts-Universität zu Kiel. Als Professor für „Strafrecht, Straf- und Zivilprozessrecht und Konkursrecht“ (ernannt am 8. März 1895) wurde er nach einem knappen Jahr am 23. Februar 1896 Lehrstuhlinhaber. 1913/14 war er Rektor der CAU. In seiner Rektoratsrede am 5. März 1913 befasste er sich mit Gerechtigkeit und Rechtsgang.
In Kiel wirkte Kleinfeller bis an sein Lebensende. Er verfasste zahlreiche Abhandlungen, Studien und Handbücher zu seinen Spezialgebieten. Im Jahr 1913/1914 fungierte er als Rektor der Universität Kiel. Am 18. Juni 1914 wurde er zum Geheimen Justizrat ernannt. Zum 1. April 1925 wurde er mit Erreichen der Altersgrenze emeritiert.
Er war seit 1896 mit der Malerin Sophie Kleinfeller-Pühn verheiratet; ihr gemeinsamer Sohn war der Chemiker Hans Kleinfeller (1897–1973).

## Schriften (Auswahl)
- Der Gerichtsstand der Widerklage in seiner geschichtlichen Entwicklung. München 1882 (Dissertation)
- Die bayerische Literatur über den Vollzug der Freiheitsstrafe im Anschlusse an die gleichzeitige Gesetzgebung. München 1885
- Die Functionen des Vorsitzenden und sein Verhältnis zum Gericht: Dargestellt nach den Justizgesetzen für das Deutsche Reich mit Berücksichtigung des französischen, italienischen und österreichischen Rechts. München 1885
- Die geschichtliche Entwicklung des Thatsacheneides in Deutschland: Ein Beitrag zur Geschichte des deutschen Civilprozessrechtes und zur Erläuterung des § 410 der deutschen Civilprozessordnung. Berlin 1891
- Die Litteratur des deutschen Prozessrechts, 1884 bis 1894. Leipzig 1896
- Lehrbuch des deutschen Zivilprozeßrechts für das akademische Studium. Berlin 1905. Zweite völlig umgearbeitete Auflage, Berlin 1910. Dritte Auflage, Berlin 1925
- Reform des Schwurgerichts: Bericht der Unterkommission. Berlin 1908
- Das schwurgerichtliche Verfahren und der Entwurf einer Strafprozessordnung. Berlin 1909
- Lehrbuch des deutschen Konkursrechts für das akademische Studium. Berlin 1912